# Edgardo Mortara
Edgardo Mortara Levi (Bolonha, 27 de agosto de 1851 – Liège, 11 de março de 1940)  foi um menino italiano que se tornou o centro de uma controvérsia internacional quando foi afastado de seus pais judeus pelas autoridades dos Estados Papais, sendo adotado pelo Papa Pio IX e enviado para uma instituição de ensino onde foi educado como católico.
Mortara nasceu e foi criado judeu durante os primeiros seis anos de sua vida, até que teve sua guarda retirada de sua família pelas autoridades dos Estados Papais, que assumiram a guarda do menino depois de receber um relatório que afirmava que Edgardo havia sido batizado de emergência por uma empregada doméstica durante uma grave doença infantil. A justificativa para esta ação era de que nos Estados Pontifícios existia uma lei que proibia não católicos de criar crianças católicas.
Seus pais recorreram da decisão e tentaram reaver a sua guarda nos tribunais, por doze anos. Eles chegaram a ser recebidos pelo Papa Pio IX, e puderam visitar o menino por diversas vezes, podendo constatar que ele estava sendo muito bem tratado. Porém a condição legal para seus pais pudessem retomar a sua guarda era que seus pais se convertessem ao catolicismo, o que não foi aceito.
Já como um adolescente, foi-lhe dada liberdade para escolher com quem ele iria ficar e, para a surpresa de seu pai, Mortara decidiu ficar em Roma e não voltar para a casa.
O chamado "caso Mortara" chocou a opinião pública da época e, mais recentemente, tem sido a causa das críticas que recebeu a beatificação do Papa Pio IX em 2000. Anos antes, Mortara havia manifestado seu desejo de que Pio IX fosse declarado beato.

## Legado
O caso Mortara recebe pouca atenção na maioria das histórias de Risorgimento (movimento pela unificação da Italia), quando sequer é mencionado. O primeiro trabalho acadêmico foi a reação do rabino Bertram Korn, Caso Mortara: 1858-1859 (1957), que foi inteiramente dedicada à opinião pública nos Estados Unidos e, de acordo com Kertzer, muitas vezes incorretas sobre detalhes do caso.